# Phyllanthus oxycoccifolius
Phyllanthus oxycoccifolius är en emblikaväxtart som beskrevs av John Hutchinson. Phyllanthus oxycoccifolius ingår i släktet Phyllanthus och familjen emblikaväxter. Inga underarter finns listade i Catalogue of Life.